# Bäckmjölke
Bäckmjölke (Chamerion dodonaei) är en art i familjen dunörtsväxter och förekommer naturligt i bergsområden central och södra Europa, Turkiet och Kaukasus. Aren odlas ibland som trädgårdsväxt i Sverige.
Bäckmjölke liknar dvärgmjölke (C. fleischeri), men bäckmjölke är upprättväxande, har större blad och en pistill som är lika lång som ståndarna.

## Hybrider
Bäckmjölke bildar ibland hybrider med dvärgmjölke (C. fleischeri). Dessa har fått namnet Chamerion ×prantlii (Dalla Torre & Sarnth.) Holub.

## Synonymer

### Svenska
Stor alpdunört

### Vetenskapliga
Chamaenerion angustissimum (Weber) Sosn.
Chamaenerion dodonaei Schur ex Fuss.
Epilobium angustifolium Lam.
Epilobium angustissimum Weber
Epilobium dodonaei Vill.
Epilobium rosmarinifolium Haenke nom. illeg.
Chamaenerion palustre Scop.
Epilobium petioliflorum Chaix